# San Vicente (Ilocos Sur)
San Vicente is een gemeente in de Filipijnse provincie Ilocos Sur op het eiland Luzon. Bij de laatste census in 2010 telde de gemeente bijna 12 duizend inwoners.

## Geografie

### Bestuurlijke indeling
San Vicente is onderverdeeld in de volgende 7 barangays:
| - Bantaoay - Bayubay Norte - Bayubay Sur - Lubong - Poblacion - Pudoc - San Sebastian |

## Demografie
San Vicente had bij de census van 2010 een inwoneraantal van 11.720 mensen. Dit waren 187 mensen (1,6%) minder dan bij de vorige census van 2007. Ten opzichte van de census van 2000 was het aantal inwoners gegroeid met 843 mensen (7,8%). De gemiddelde jaarlijkse groei in die periode kwam daarmee uit op 0,75%, hetgeen lager was dan het landelijk jaarlijks gemiddelde over deze periode (1,90%).

De bevolkingsdichtheid van San Vicente was ten tijde van de laatste census, met 11.720 inwoners op 12,6 km², 930,2 mensen per km².